# Snoopified
"Snoopified - The Best of Snoop Dogg" é um álbum de grandes êxitos do rapper estadunidense Snoop Dogg, lançado pelas gravadoras Priority  e EMI Records em 28 de Setembro de 2005. As faixas utilizadas para a coletânea foram em geral singles gravados pela No Limit e Priority Records, e duas faixas adicionais, sendo elas "Hell Yeah" do álbum "WWF Aggression" e "Ride On" da trilha sonora "Caught Up". Compton (álbum)

## Recepção
| Críticas profissionais | Críticas profissionais |
| Avaliações da crítica  | Avaliações da crítica  |
| Fonte                  | Avaliação              |
| ---------------------- | ---------------------- |
| Allmusic               | [ 1 ]                  |

O álbum alcançou a posição 50 na parada UK Top 75 Albums,permanecendo na parada na semana seguinte e não conseguiu ficar entre as 75 posições para a terceira semana. Com vendas aproximadas a 10.800 cópias na primeira semana, o álbum alcançou a posição 121 na Billboard 200, vendendo no total mais de 119.747 cópias. Embora o álbum não inclua faixas da sua gravadora Doggystyle Records , fornece canções populares de seus quatro álbuns lançados entre 1998 e 2002. 

## Faixas
| N.º            | Título                                                                                        | Duração |  |
| 1.             | "Beautiful" (com Pharrell Williams & Charlie Wilson, do álbum Paid tha Cost to Be da Boss)    | 4:59    |  |
| 2.             | "Snoop Dogg (What's My Name Pt. 2)" (do álbum Tha Last Meal)                                  | 4:03    |  |
| 3.             | "Woof!" (com Mystikal & Fiend, do álbum Da Game Is to Be Sold, Not to Be Told)                | 4:21    |  |
| 4.             | "Lay Low" (com Master P, Nate Dogg, Butch Cassidy & Tha Eastsidaz)                            | 3:42    |  |
| 5.             | "Down For My Hitters" (com C-Murder & Magic, do álbum No Limit Top Dogg)                      | 3:45    |  |
| 6.             | "From tha Chuuuch to da Palace" (com Pharrell Williams, do álbum Paid tha Cost to Be da Boss) | 4:45    |  |
| 7.             | "Bitch Please" (com Xzibit & Nate Dogg, do álbum No Limit Top Dogg)                           | 3:54    |  |
| 8.             | "Still a G Thang" (do álbum Da Game Is to Be Sold, Not to Be Told)                            | 4:19    |  |
| 9.             | "Just Dippin'" (com Dr. Dre & Jewell, do álbum No Limit Top Dogg)                             | 4:03    |  |
| 10.            | "Wrong Idea" (com Bad Azz, Kokane & Lil' ½ Dead, do álbum Tha Last Meal)                      | 4:15    |  |
| 11.            | "Stoplight" (do álbum Paid tha Cost to Be da Boss)                                            | 4:20    |  |
| 12.            | "Snoopafella" (do álbum No Limit Top Dogg)                                                    | 5:23    |  |
| 13.            | "The One and Only" (Paid tha Cost to Be da Boss)                                              | 3:50    |  |
| 14.            | "Loosen' Control" (Butch Cassidy, do álbum Tha Last Meal)                                     | 4:09    |  |
| 15.            | "Gin & Juice II" (do álbum Da Game Is to Be Sold, Not to Be Told)                             | 3:36    |  |
| 16.            | "Stacey Adams" (com Kokane, do álbum Tha Last Meal)                                           | 4:35    |  |
| 17.            | "Ride On" (com Kurupt, do álbum Caught Up)                                                    | 4:41    |  |
| 18.            | "G Bedtime Stories" (do álbum No Limit Top Dogg)                                              | 2:15    |  |
| 19.            | "Hell Yeah" (com WC, do álbum WWF Aggression)                                                 | 3:38    |  |
| Duração total: | Duração total:                                                                                | 1:18:33 |  |

## Desempenho nas paradas
| Paradas (2005)                          | Melhor posição |
| --------------------------------------- | -------------- |
| Estados Unidos (Billboard 200)          | 121            |
| Estados Unidos (Top R&B/Hip Hop Albums) | 44             |
| Estados Unidos (Top Rap Albums)         | 21             |
| França (SNEP)                           | 19             |
| Reino Unido (UK Top 75 Albums)          | 50             |
| Suíça (Schweizer Hitparade)             | 100            |